# Kościół Miłosierdzia Bożego w Poznaniu
Kościół Miłosierdzia Bożego w Poznaniu – rzymskokatolicki kościół parafialny, zlokalizowany w Poznaniu na osiedlu Jana III Sobieskiego (Piątkowo).

## Historia
1 lipca 1982 władze kościelne zezwoliły na wzniesienie kościoła na niedawno zbudowanym wówczas osiedlu Jana III Sobieskiego. Prace w tym kierunku zlecono księdzu Marianowi Nowakowi. Wcześniej mieszkańcy osiedla Sobieskiego uczęszczali do kościoła Opatrzności Bożej na osiedlu Bolesława Chrobrego. 13 grudnia 1982 arcybiskup Jerzy Stroba poświęcił krzyż w miejscu planowanego kościoła. Była to pierwsza rocznica wprowadzenia stanu wojennego. 20 czerwca 1983 papież Jan Paweł II poświęcił kamień węgielny dla świątyni, wyjęty z murów katedry poznańskiej. 11 września 1983 biskup Tadeusz Etter poświęcił plac budowy kościoła. Stało się to w 300-lecie bitwy pod Wiedniem, w której król Jan III Sobieski pokonał armię muzułmańską. 22 kwietnia 1984 erygowano tutaj parafię. 10 maja 1984 władze wydały pozwolenie na budowę obiektu. 
Projektantem świątyni był Jerzy Liśniewicz, a kierownikiem budowy Henryk Wlaź. Dominującym elementem budowlanym jest cegła klinkierowa. 31 sierpnia 1986 arcybiskup Jerzy Stroba wmurował kamień węgielny. W 1990 parafianie ze szwajcarskiego Diepoldsau ufundowali dzwon, który zaprojektował Saturnin Skubiszyński. 19 grudnia 1991 arcybiskup Stroba konsekrował kościół. W 1992 oddano do użytku drogę krzyżową przy kościele. W 1994 poświęcono probostwo. 16 grudnia 1999 arcybiskup Juliusz Paetz poświęcił organy. 22 kwietnia 2001 ten sam arcybiskup podniósł świątynię do godności archidiecezjalnego Sanktuarium Miłosierdzia Bożego. 3 marca 2004 kościół przyjął kopię Całunu Turyńskiego. 
W marcu 2004 zmarł ksiądz Nowak. Uroczystości pogrzebowe prowadził arcybiskup Stanisław Gądecki w obecności 150 księży. Pogrzeb odbył się w Ostrowie Wielkopolskim. 21 marca 2007 wmurowano poświęconą ku jego czci tablicę pamiątkową na zewnętrznej ścianie kościoła (biskup Grzegorz Balcerek). W 2007 ukończono malowanie świątyni i montaż oświetlenia.